# David Braz
David Braz de Oliveira Filho (Guarulhos, 21 maggio 1987) è un calciatore brasiliano, difensore del Mirassol.

## Carriera

### Club

#### Gli inizi
Braz è cresciuto calcisticamente nel Palmeiras, militando nelle giovanili del club dal 2002 al 2007. Lo stesso anno è passato in prima squadra, compiendo il suo debutto da professionista il 10 febbraio 2007 in un pareggio per 1-1 contro il Bragantino nel Campeonato Paulista.

#### Panathinaikos
Il 19 gennaio 2009 il giovane brasiliano è passato tra le file del Panathīnaïkos a parametro zero, firmando un contratto da 4 anni e mezzo con il club greco. Ciononostante nell'estate del medesimo anno la squadra ha avuto bisogno di liberare un posto per un giocatore straniero, così ha deciso di mandare in prestito David al Flamengo, per il periodo di un anno, lasciandogli così la possibilità di giocare di più e di acquisire esperienza.

#### Flamengo
Nell'estate 2009 il difensore è passato tra le file del Flamengo. Con i rossoneri David ha giocato il Campeonato Brasileiro Série A 2009, disputando buone partite e mettendo in mostra le sue promettenti doti. Il 6 dicembre, nell'ultima partita di campionato decisiva per la vittoria della competizione, ha segnato il gol del pareggio contro il Gremio, aiutando la sua squadra a vincere la 39ª edizione del torneo brasiliano.

### Nazionale
Ha fatto parte delle selezioni giovanili Under-18 e Under-20.

## Palmarès

### Club

#### Competizioni statali
- Campionato paulista: 1

Palmeiras: 2008
Santos: 2015, 2016
- Campionato Carioca: 2

Flamengo: 2011
Fluminense: 2022, 2023
- Taça Guanabara: 1

Flamengo: 2011
Fluminense: 2022, 2023

#### Competizioni nazionali
- Campionato brasiliano: 1

Flamengo: 2009

#### Competizioni internazionali
- Recopa Sudamericana: 1

Santos: 2012
- Coppa Libertadores: 1

Fluminense: 2023

### Nazionale
- Campionato sudamericano Under-20: 1

2007